# 红鸟-3
红鸟-3巡航导弹是中华人民共和国的一种远程巡航导弹，它既可以通过地面平台发射，也可以通过潜艇、舰艇、飞机发射。

## 历史
1977年，中华人民共和国政府开始了X-700巡航导弹研制计划，20世纪80年代初期，中华人民共和国政府成立了专门的巡航导弹研究机构，1985年，中华人民共和国相关科研单位对一种小型涡轮喷气发动机进行了实验，1992年，中国航天三江集团公司成功研制出了红鸟-1远程巡航导弹。
随后，中国航天三江集团公司开始了对红鸟-1远程巡航导弹的改进工作。1994年3月，“红鸟”系列巡航导弹的总设计师病故，时年31岁的刘石泉承担起了红鸟-2的研制工作，1996年红鸟-2巡航导弹开始进入中国人民解放军服役。
红鸟-3巡航导弹是随后在在红鸟-2巡航导弹的基础上设计的，2004年8月，红鸟-3巡航导弹试射成功。

## 规格
红鸟-3巡航导弹分为陆射型（红鸟-3A）、舰射型/潜射型（红鸟-3B）、空射型（红鸟-3C）3中类型，潜射型装备在093型核动力攻击潜舰上，空射型装备在以歼轰-7、歼-8IIM及歼-11上。
红鸟-3巡航导弹全重1400公斤，速度300米/秒（0.9马赫），巡航高度为10至8000米，射程为2000千米至3000千米。